# CYP39A1
CYP39A1‏ (Cytochrome P450 family 39 subfamily A member 1) هوَ بروتين يُشَفر بواسطة جين CYP39A1 في الإنسان.